# برج یو۲
برج یو۲ (انگلیسی: U2 Tower) ساختمان اداری ۲۲ طبقه مستقر در شهر دوبلین، جمهوری ایرلند است.